# Nhóm giao hoán
Trong toán học, nhóm giao hoán, còn được gọi là nhóm Abel, là nhóm mà việc áp dụng phép toán hai ngôi cho hai phần tử trong nhóm không phụ thuộc vào thứ tự của hai phần tử đó. Nghĩa là phép toán nhóm có tính giao hoán. Với phép cộng làm phép toán trong nhóm, tập các số nguyên và tập các số thực tạo thành nhóm Abel, khái niệm nhóm Abel tổng quát hóa các ví dụ này. Tên "nhóm Abel" được đặt tên theo nhà toán học thế kỷ 19 Niels Henrik Abel.
Khái niệm nhóm giao hoán nằm dưới nhiều cấu trúc đại số quan trọng như trường, vành, không gian vectơ, và đại số trên trường. Lý thuyết các nhóm abel nhìn chung đơn giản hơn lý thuyết các nhóm phi abel, và các nhóm abel hữu hạn đã được phân loại.

## Định nghĩa
Nhóm giao hoán là tập hợp G cùng với một phép toán hai ngôi {\displaystyle *:G\times G\rightarrow G} thỏa mãn các tiên đề sau:
1. Tính kết hợp: phép toán có tính kết hợp, tức là:

{\displaystyle a*(b*c)=(a*b)*c\ \forall \ a,b,c\in G}
1. Phần tử đơn vị: tồn tại duy nhất một phần tử gọi là phần tử đơn vị (ký hiệu là 1 hay {\displaystyle 1_{G}}) sao cho với mọi phần tử a thuộc G thì {\displaystyle a*1=1*a=a}.
2. Phần tử nghịch đảo: với mỗi phần tử a thuộc G, tồn tại duy nhất một phần tử x, gọi là phần tử nghịch đảo của a, sao cho {\displaystyle a*x=x*a=1}.
3. Tính giao hoán: phép toán có tính giao hoán:.

{\displaystyle a*b=b*a\ \forall \ a,b\in G}
Nhóm mà phép toán không có tính giao hoán được gọi là nhóm phi abel

## Ký hiệu và bảng nhân

### Ký hiệu
CÓ hai cách ký hiệu chính cho nhóm Abel, ký hiệu phép cộng và ký hiệu phép nhân.
| Ký hiệu   | Phép toán                                       | Phần tử đơn vị | Lũy thừa              | Nghịch đảo             |
| --------- | ----------------------------------------------- | -------------- | --------------------- | ---------------------- |
| Phép cộng | {\displaystyle x+y}                             | 0              | {\displaystyle nx}    | {\displaystyle -x}     |
| Phép nhân | {\displaystyle x\cdot y} hay {\displaystyle xy} | 1              | {\displaystyle x^{n}} | {\displaystyle x^{-1}} |

Thường thì ký hiệu phép nhân được sử dụng cho nhóm nói chung, và ký hiệu phép cộng thường được sử dụng cho mô đun và vành. Ký hiệu phép cộng đôi khi thường sử dụng để nhấn mạnh nhóm mà phép toán trong đó có tính giao hoán khi ta đang xét cả hai nhóm giao hoán và không giao hoán,  một số ngoại lệ nổi bật khác bao gồm gần vành và nhóm sắp thứ tự một phần, trong đó phép toán ký hiệu theo phép cộng kể cả khi nhóm không giao hoán.:28–29

### Bảng nhân
Để kiểm tra nhóm hữu hạn có giao hoán hay không, một bảng (hoặc ma trận) – được gọi là bảng Cayley – được xây tương tự như bảng cửu chương. Cho nhóm {\displaystyle G=\{g_{1}=e,g_{2},\dots ,g_{n}\}} cùng với phép toán {\displaystyle \cdot }, ô tại vị trí {\displaystyle (i,j)} của bảng này chứa tích {\displaystyle g_{i}\cdot g_{j}}.
Nhóm giao hoán khi và chỉ khi bảng này đối xứng qua đường chéo chính. Điều này đúng bởi nhóm giao hoán khi và chỉ khi khi và chỉ khi {\displaystyle g_{i}\cdot g_{j}=g_{j}\cdot g_{i}} với mọi {\displaystyle i,j=1,...,n},và đúng khi và chỉ khi các ô {\displaystyle (i,j)} của bảng bằng với ô {\displaystyle (j,i)} với mọi {\displaystyle i,j=1,...,n}, tức bảng đối xứng qua đường chéo chính.

## Ví dụ
- Mọi nhóm cyclic là nhóm Abel. Thật vậy, cho G là nhóm cyclic, nếu x, y là 2 phần tử của G thì {\displaystyle xy=a^{m}a^{n}=a^{m+n}=a^{n}a^{m}=yx.} Như vậy nhóm các số nguyên {\displaystyle {\mathsf {Z}}} là nhóm Abel.
- Mọi vành đều là nhóm Abel ứng với phép cộng. Trong vành giao hoán, các phần tử có nghịch đảo tạo thành một nhóm nhân giao hoán. Ví dụ tập tất cả các số thực là nhóm Abel ứng với phép cộng, tập tất cả các số thực khác không tạo thành nhóm Abel ứng với phép nhân.
- Mọi nhóm con, nhóm thương của nhóm Abel là nhóm Abel.
- Nhóm các ma trận nghịch đảo bậc n (n > 1) dưới trường các số thực không tạo thành nhóm Abel với phép toán nhân.

## Tính chất
Cho G là một nhóm Abel (giao hoán)
- Nếu n là số tự nhiên và x là một phần tử của G, thì phần tử x+x+..+x (n lần) có thể viết tắt là nx và (-n)x = - (nx). Như vậy thì G trở thành một module trên vành {\displaystyle {\mathsf {Z}}} các số nguyên (điều ngược lại cũng đúng, tức là mọi module trên vành các số nguyên có thể hiểu là một nhóm Abel).
- Nếu {\displaystyle f,g:G\to H} là hai đồng cấu nhóm giữa hai nhóm Abel, thì tổng của chúng {\displaystyle f+g}, định nghĩa bởi {\displaystyle (f+g)(x)=f(x)+g(x)}, cũng là đồng cấu nhóm. (Điều này không đúng khi {\displaystyle H} không phải nhóm Abel.) Tập {\displaystyle {\text{Hom}}(G,H)} chứa tất cả các đồng cấu nhóm từ {\displaystyle G} đến {\displaystyle H} cũng là nhóm Abel.